# Dmitrij Sieniawin

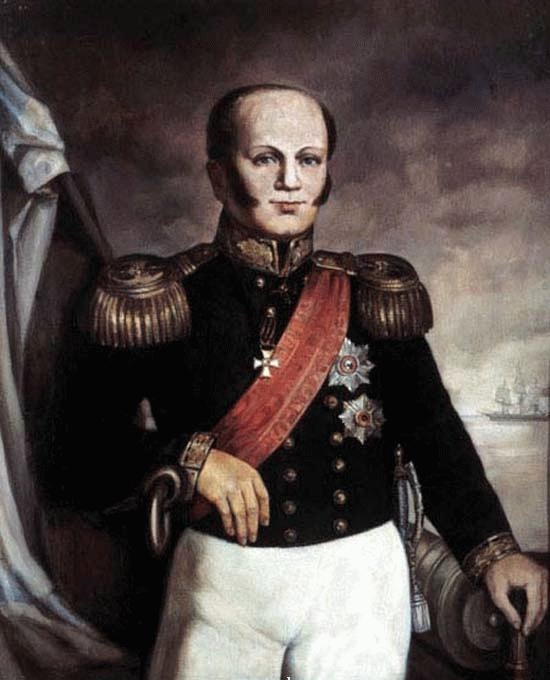
Dmitrij Nikołajewicz Sieniawin

Dmitrij Nikołajewicz Sieniawin ros. Дмитрий Николаевич Сенявин (ur. 17 sierpnia 1763 wieś Komlewo, gubernia kałuska, zm. 17 kwietnia 1831 Petersburg) – rosyjski wojskowy, generał adiutant 1825, admirał 1826, dowódca floty rosyjskiej.
Urodzony w rodzinie wiceadmirała marynarki. Od 1773 uczył się Morskim Korpusie Kadetów. W 1777 gardemarin (podchorąży – kandydat na oficera). Uczestniczył w dwóch rejsach po M. Bałtyckim. W 1780 chorąży marynarki. W l. 1780–1781 uczestniczył w dwóch rejsach wokół brzegów Portugalii. Od 1782 służył we Flotylli Azowskiej. W 1783 porucznik marynarki, w składzie Floty Czarnomorskiej. Brał udział w budowie portu w Sewastopolu. Od 1786 dowódca okrętu pocztowego na trasie Sewastopol – Stambuł. 
Wraz z rozpoczęciem wojny rosyjsko-tureckiej 1787–1792 komandor podporucznik. Walczył w wojnie jako dowódca okrętu, zniszczył 10 statków handlowych. Potem dowódca większych okrętów. Walczył koło przylądka Kaliakrija 31 lipca 1791 (kalendarz juliański). Dowodził flagowym okrętem liniowym admirała F. F. Uszakowa podczas jego śródziemnomorskiej wyprawy 1798–1780. Dowodząc eskadrą okrętów w listopadzie 1798 zdobył francuską twierdzę na wyspie św. Maury, uczestniczył w szturmie Korfu. W 1806 r. dowodził Flotyllą Śródziemnomorską na M. Adriatyckim. W 1807 dowódca eskadry na M. Egejskim. Odblokował cieśninę Dardanele, zwyciężył w bitwie koło półwyspu Athos, czym przyczynił się do panowania floty rosyjskiej na wyjściu z M. Czarnego.
W czasie wojny morskiej Rosji z Anglią jego okręty były blokowane w Lizbonie. W sierpniu 1808 dowodzona przez niego eskadra była internowana w Anglii. W 1809 wynegocjował pozwolenie przemieszczenia internowanej eskadry do Rygi. Po powrocie do kraju był niemile widziany przez cara Aleksandra I za samodzielna inicjatywę dyplomatyczną i działalność. Od 1811 dowódca portu w Rewlu. W czasie wojny z Napoleonem prosił o przeniesienie do służby liniowej, bez powodzenia. W kwietniu 1813 skierowany w stan spoczynku. Powrócił do służby w 1825 r. w związku z nadchodzącą wojną. Dowódca Floty Bałtyckiej. W 1830 ciężko zachorował.
Bardzo troskliwy dowódca. Popularny wśród marynarzy. Rozwijał morską taktykę i sztukę operacyjną admirała Uszakowa. Wykorzystywał manewr i koncentrację okrętów w walce, stosował walkę par okrętów z manewrem i wykorzystaniem artylerii okrętowej. Wymagał wysokiego wyszkolenia artylerzystów okrętowych, gdyż w walce artyleryjskiej widział sukcesy floty.
Imieniem Sieniawina została nazwane grupa wysp na Wyspach Karolińskich, przylądek w Zatoce Bristol na M. Beringa, przylądek w południowo-wschodniej części półwyspu Sachalin, a także szereg okrętów i statków rosyjskich i sowieckich. Między innymi, Admirał Sieniawin – pancernik obrony wybrzeża.